# ケンブリッジ飛鳥
ケンブリッジ 飛鳥 アントニオ（ケンブリッジ あすか アントニオ、1993年5月31日 - ）は、日本の男子陸上競技選手。専門は短距離走。100mで10秒03、200mで20秒62の自己ベストを持つ。2016年リオデジャネイロオリンピック4×100mリレー銀メダリスト。
江東区立深川第三中学校、東京高等学校、日本大学文理学部卒業。日本大学大学院総合社会情報研究科人間科学専攻博士前期課程在学。ナイキ陸上競技部所属（マネジメントはユニバーサルスポーツマーケティング）。

## 経歴

### 高校生時代まで
ジャマイカのモンテゴ・ベイで、ジャマイカ人の父と日本人の母の間に生まれる。2歳の時、日本に移住し大阪に暮らす。
小学校では6年間サッカーに勤しむ。ポジションは中盤の右だった。所属チームは関西に本拠地を置くAVANTI KANSAI FC（アバンティ フットボールクラブ）。当時のチームメイト達からは「和製アンリ」と呼ばれていた。
大阪市立淀川中学校に進学して陸上部の顧問の先生に勧められたことをきっかけに陸上を始め、中学3年の時に東京の江東区立深川第三中学校に転校し、関東中学陸上と全中陸上に初出場を果たしている。
高校は東京高等学校に進学。高校2年時に100mで10秒台に突入した。高校3年時の2011年には、8月のインターハイ4×100mリレー（2走）で高校日本一、10月の日本ジュニア選手権200mでジュニア日本一に輝いている。10月下旬に行われた日本選手権リレーの4×100mリレー（2走）では40秒02の高校記録（当時）を樹立。

### 大学生時代

#### 2012年
4月、日本大学文理学部体育学科に進学。
5月の関東インカレ100mは1年生で唯一決勝に残り7位、200mでは2位、4×100mリレー（2走）で3位に入り、3種目で入賞を果たす。6月の日本選手権200mは初出場するも予選敗退。7月の世界ジュニア選手権は200mで準決勝敗退するも、4×100mリレーでは日本ジュニアチーム（大瀬戸一馬、橋元晃志、ケンブリッジ飛鳥、金森和貴）の3走を務め、予選を39秒01のジュニアアジア記録で通過、決勝は39秒02で銅メダルを獲得した。9月の日本インカレでは100mこそ準決勝で敗退したが、200mでは1年生で唯一決勝に残り5位、4×100mリレーでは2走を務めて4位入賞を果たした。

#### 2013年
10月の東アジア大会200mで優勝し、自身初の国際タイトルを獲得した。4×100mリレーでは日本チーム（山縣亮太、飯塚翔太、ケンブリッジ飛鳥、大瀬戸一馬）の3走を務め、大会記録と日本学生記録（混成）を樹立して優勝した。

#### 2014年
3月のテキサスリレー100mで10秒27の自己ベスト（当時）をマーク。5月の関東インカレ100m決勝でも10秒21の自己ベスト（当時）を更新するが、大会中に左太もも裏を痛めてしまう。6月の日本選手権は100mと200mにエントリーしていたが、200mは予選で足を痛めて敗退し、100mは棄権した。

#### 2015年
4月の織田記念国際GP100mで桐生祥秀らを破って初優勝を果たし、この結果を受けて5月の世界リレー日本代表入りを打診されたが、脚の不安で辞退した。5月の関東インカレでは、100m決勝のレース中盤で左ハムストリングスに違和感が出ながらも初優勝を果たし、日本大学の選手としては1992年大会の井上悟以来、23年ぶりの100mチャンピオンに輝いた。

### 社会人時代
注：文中の記録の ( ) 内の数字は風速 (m/s) で、+は追い風を意味する。

#### 2016年
4月、ドームに入社。
4月29日に行われた織田記念国際100m決勝で10秒35 (-2.5)、5月7日に行われた東京選手権100m予選で10秒35 (-2.2) と、強い向かい風の中で好タイムをマーク。
5月21日に行われた東日本実業団陸上競技選手権・男子100m予選で自己ベストとなる10秒10を記録し、2016年リオデジャネイロオリンピック参加標準記録を突破した。
リオデジャネイロオリンピック男子100mでは、現地時間8月13日の予選で10秒13 (-0.5) をマーク、4組2着となり準決勝に進出。14日の準決勝では、10秒17 (0.0) で3組7着となり、決勝進出を逃した。男子4×100mリレーでは日本チーム（山縣亮太－飯塚翔太－桐生祥秀－ケンブリッジ飛鳥）のアンカーを務め、18日の予選で37秒68をマーク、全体2位で決勝へ進出した。19日の決勝では予選の記録を更新する当時アジア新記録の37秒60で2位となり、銀メダルを獲得した。
12月14日をもってドームを退社、プロ転向を表明。マネジメント会社・ユニバーサルスポーツマーケティングと契約して新たな所属先を探していた。

#### 2017年
4月8日に同月からの新たな所属先をナイキとしたことを表明。

#### 2019年
4月、日本大学大学院総合社会情報研究科人間科学専攻博士前期課程に進学。

## 人物・エピソード
- 「あすか」という名前の読みは、バスク語の「自由」という意味の単語「アスカタスナ」に由来するという[21]。
- 2014年2月にトレーニングのために単身でジャマイカに渡り、18年ぶりに故郷ジャマイカの地を踏んだ[22]。母の知人の紹介もあって、ウサイン・ボルトが所属するレーサーズトラッククラブで1週間ほど練習をした。ボルトは不在だったが、100mと200mで世界歴代2位の記録を持つヨハン・ブレークたちと練習する中、世界トップレベルの選手たちとの体格の差を痛感。2015年の冬に本格的な肉体改造に励み、73kgだった体重は78kgに増加した[3]。
- 尊敬する選手はウサイン・ボルト。憧れのボルトとはリオデジャネイロ五輪の陸上男子400メートルリレーで走ることとなり、「一緒に走る夢が叶った」と大舞台でレースを共にできたことに喜びを表し、2017年のロンドンの世界陸上では100mの決勝で一緒に走りたいと抱負を語った[23]。
- 渋谷や原宿を歩いていて、「モデルみたいなことやってみない？」と何度かスカウトされたことがある[21]。本人は、「興味なかったんで、すぐ断りました」と語っている[21]。

## 自己ベスト
記録欄の ( ) 内の数字は風速 (m/s) で、+は追い風を意味する。
| 種目    | 記録                        | 年月日                     | 場所                          | 備考             |
| ------- | --------------------------- | -------------------------- | ----------------------------- | ---------------- |
| 100m    | 10秒03 (+1.0)               | 2020年8月29日              | 福井県                        | 日本歴代7位タイ  |
| 100m    | 9秒98w (+5.1)               | 2017年4月15日              | フロリダ州                    | 追い風参考記録   |
| 200m    | 20秒62 (+0.9) 20秒62 (+0.4) | 2013年6月9日 2016年7月16日 | 東京都 ヒュースデン＝ゾルダー |                  |
| 200m    | 20秒49w (+2.5)              | 2016年5月22日              | 熊谷市                        | 追い風参考記録   |
| 4×100mR | 37秒60                      | 2016年8月19日              | リオデジャネイロ              | 4走、日本歴代2位 |

### 年次ベスト
太字は自己ベスト
|                      | 100m            | 備考            | 200m            | 備考 |
| -------------------- | --------------- | --------------- | --------------- | ---- |
| 2008年 （中学3年）   | 11秒47 (+1.9)   |                 | 22秒87 (+1.0)   |      |
| 2009年 （高校1年）   |                 |                 | 22秒43          |      |
| 2010年 （高校2年）   | 10秒75 （+0.5） |                 | 21秒46 （+1.1） |      |
| 2011年 （高校3年）   | 10秒59 （+0.4） |                 | 21秒21 （-0.2） |      |
| 2012年 （大学1年）   | 10秒57 （+2.0） |                 | 21秒01 （0.0）  |      |
| 2013年 （大学2年）   | 10秒33 （+0.1） |                 | 20秒62 （+0.9） |      |
| 2014年 （大学3年）   | 10秒21 （+1.6） |                 | 20秒81 （+1.8） |      |
| 2015年 （大学4年）   | 10秒32 （+0.8） |                 | 21秒66 （0.0）  |      |
| 2016年 （社会人1年） | 10秒10 （+0.7） | 当時日本歴代9位 | 20秒62 （+0.4） |      |
| 2017年 （社会人2年） | 10秒08 （-0.9） | 当時日本歴代8位 |                 |      |
| 2018年 （社会人3年） | 10秒12 （+0.9） |                 | 21秒21 （+1.4） |      |
| 2019年 （社会人4年） | 10秒20 （+0.1） |                 |                 |      |
| 2020年 （社会人5年） | 10秒03 （+1.0） | 日本歴代7位     |                 |      |

## 主要大会成績
備考欄の記録は当時のもの

### 国際大会
| 年   | 大会               | 場所             | 種目    | 結果         | 記録          | 備考                           |
| ---- | ------------------ | ---------------- | ------- | ------------ | ------------- | ------------------------------ |
| 2012 | 世界ジュニア選手権 | バルセロナ       | 200m    | 準決勝2組3着 | 21秒24 (-4.5) |                                |
| 2012 | 世界ジュニア選手権 | バルセロナ       | 4x100mR | 3位          | 39秒02 (3走)  | 予選39秒01：ジュニアアジア記録 |
| 2013 | 東アジア大会       | 天津             | 200m    | 優勝         | 20秒93 (-0.3) |                                |
| 2013 | 東アジア大会       | 天津             | 4x100mR | 優勝         | 38秒44 (3走)  | 日本学生記録 (混成) 大会記録   |
| 2016 | オリンピック       | リオデジャネイロ | 100m    | 準決勝3組7着 | 10秒17 (0.0)  |                                |
| 2016 | オリンピック       | リオデジャネイロ | 4x100mR | 2位          | 37秒60 (4走)  | アジア記録 日本記録            |
| 2017 | 世界選手権         | ロンドン         | 100m    | 準決勝1組6着 | 10秒25 (-0.5) |                                |
| 2017 | 世界選手権         | ロンドン         | 4×100mR | 予選1組3着   | 38秒21 (4走)  | 決勝進出                       |
| 2018 | アジア大会         | ジャカルタ       | 100m    | 準決勝2組3着 | 10秒36 (+0.2) |                                |
| 2018 | アジア大会         | ジャカルタ       | 4x100mR | 優勝         | 38秒16 (4走)  |                                |

### 日本選手権
4x100mRは日本選手権リレーの成績
| 年   | 大会       | 場所     | 種目    | 結果         | 記録          | 備考                 |
| ---- | ---------- | -------- | ------- | ------------ | ------------- | -------------------- |
| 2011 | 日本選手権 | 横浜市   | 4x100mR | 5位          | 40秒18 (2走)  | 予選40秒02：高校記録 |
| 2012 | 日本選手権 | 大阪市   | 200m    | 予選3組5着   | 21秒01 (0.0)  |                      |
| 2013 | 日本選手権 | 調布市   | 200m    | 6位          | 20秒62 (+0.9) |                      |
| 2014 | 日本選手権 | 福島市   | 200m    | 予選1組4着   | 20秒86 (+1.9) |                      |
| 2015 | 日本選手権 | 新潟市   | 100m    | 4位          | 10秒41 (-0.9) |                      |
| 2016 | 日本選手権 | 名古屋市 | 100m    | 優勝         | 10秒16 (-0.3) |                      |
| 2017 | 日本選手権 | 大阪市   | 100m    | 3位          | 10秒18 (+0.6) |                      |
| 2018 | 日本選手権 | 山口市   | 100m    | 2位          | 10秒14 (+0.6) |                      |
| 2019 | 日本選手権 | 福岡市   | 100m    | 8位          | 10秒33 (-0.3) |                      |
| 2020 | 日本選手権 | 新潟市   | 100m    | 2位          | 10秒28 (-0.2) |                      |
| 2021 | 日本選手権 | 大阪市   | 100m    | 準決勝3組5着 | 10秒44 (-0.9) |                      |

### その他
| 年         | 大会                       | 場所                   | 種目       | 結果         | 記録            | 備考                          |
| 中学生時代 | 中学生時代                 | 中学生時代             | 中学生時代 | 中学生時代   | 中学生時代      | 中学生時代                    |
| ---------- | -------------------------- | ---------------------- | ---------- | ------------ | --------------- | ----------------------------- |
| 2008       | 全日本中学校選手権         | 新潟市                 | 200m       | 予選4組7着   | 22秒90 (-0.3)   |                               |
| 高校生時代 |                            |                        |            |              |                 |                               |
| 2009       | 日本ユース選手権           | 名古屋市               | 4x100mR    | 5位          | 41秒86 (4走)    |                               |
| 2010       | インターハイ               | 沖縄市                 | 4x100mR    | 5位          | 41秒38 (2走)    |                               |
| 2010       | インターハイ               | 沖縄市                 | 4x400mR    | 準決勝2組4着 | 3分14秒17 (3走) |                               |
| 2010       | 日本ユース選手権           | 名古屋市               | 100m       | 準決勝2組5着 | 10秒84 (+1.1)   |                               |
| 2010       | 日本ユース選手権           | 名古屋市               | 4x100mR    | 7位          | 41秒91 (2走)    |                               |
| 2011       | インターハイ               | 北上市                 | 100m       | 3位          | 10秒64 (-0.5)   |                               |
| 2011       | インターハイ               | 北上市                 | 200m       | 4位          | 21秒35 (-0.4)   |                               |
| 2011       | インターハイ               | 北上市                 | 4x100mR    | 優勝         | 40秒20 (2走)    |                               |
| 2011       | インターハイ               | 北上市                 | 4x400mR    | 準決勝2組4着 | 3分13秒97 (4走) |                               |
| 2011       | 日本ジュニア選手権         | 名古屋市               | 200m       | 優勝         | 21秒21 (-0.2)   |                               |
| 2011       | 国民体育大会               | 山口市                 | 100m       | 4位          | 10秒67 (-0.1)   |                               |
| 2011       | 国民体育大会               | 山口市                 | 4x100mR    | 2位          | 39秒92 (3走)    |                               |
| 大学生時代 |                            |                        |            |              |                 |                               |
| 2012       | 静岡国際                   | 袋井市                 | 4x100mR    | 7位          | 39秒47 (2走)    |                               |
| 2012       | ゴールデングランプリ川崎   | 川崎市                 | 4x100mR    | 6位          | 39秒89 (2走)    |                               |
| 2012       | 関東インカレ (1部)         | 東京都                 | 100m       | 7位          | 10秒67 (-1.2)   |                               |
| 2012       | 関東インカレ (1部)         | 東京都                 | 200m       | 2位          | 21秒23 (-1.6)   |                               |
| 2012       | 関東インカレ (1部)         | 東京都                 | 4x100mR    | 3位          | 39秒74 (2走)    |                               |
| 2012       | トワイライト・ゲームス     | 東京都                 | 100m       | 5位          | 10秒64 (-0.7)   |                               |
| 2012       | 日本インカレ               | 東京都                 | 100m       | 準決勝1組5着 | 10秒74 (-1.7)   |                               |
| 2012       | 日本インカレ               | 東京都                 | 200m       | 5位          | 21秒13 (0.0)    |                               |
| 2012       | 日本インカレ               | 東京都                 | 4x100mR    | 4位          | 39秒55 (2走)    |                               |
| 2012       | 日本ジュニア選手権         | 名古屋市               | 200m       | 決勝途中棄権 | DNF             |                               |
| 2013       | 静岡国際                   | 袋井市                 | 200m       | 決勝2組1着   | 21秒09 (+2.6)   |                               |
| 2013       | 関東インカレ (1部)         | 東京都 横浜市          | 100m       | 3位          | 10秒57 (-1.4)   |                               |
| 2013       | 関東インカレ (1部)         | 東京都 横浜市          | 200m       | 2位          | 20秒73 (-0.5)   |                               |
| 2013       | 関東インカレ (1部)         | 東京都 横浜市          | 4x100mR    | 5位          | 39秒35 (4走)    |                               |
| 2013       | トワイライト・ゲームス     | 東京都                 | 100m       | 2位          | 10秒33 (+0.1)   |                               |
| 2013       | トワイライト・ゲームス     | 東京都                 | 4x100mR    | 6位          | 47秒50 (4走)    |                               |
| 2013       | 日本インカレ               | 東京都                 | 100m       | 4位          | 10秒44 (+0.5)   |                               |
| 2013       | 日本インカレ               | 東京都                 | 200m       | 2位          | 20秒88 (+1.1)   |                               |
| 2013       | 日本インカレ               | 東京都                 | 4x100mR    | 5位          | 39秒47 (4走)    |                               |
| 2013       | 実業団・学生対抗           | 平塚市                 | 100m       | 優勝         | 10秒30 (+2.9)   |                               |
| 2013       | 実業団・学生対抗           | 平塚市                 | メドレーR  | 優勝         | 1分52秒38 (3走) |                               |
| 2014       | テキサスリレー             | オースティン           | 100m       | 7位          | 10秒27 (+1.4)   | 自己ベスト                    |
| 2014       | テキサスリレー             | オースティン           | 4x100mR    | 3位          | 38秒92 (4走)    |                               |
| 2014       | 織田記念国際               | 広島市                 | 100m       | 6位          | 10秒32 (+0.7)   |                               |
| 2014       | 静岡国際                   | 袋井市                 | 200m       | B決勝棄権    | DNS             | 予選20秒81 (+1.8)             |
| 2014       | 関東インカレ (1部)         | 熊谷市                 | 100m       | 2位          | 10秒21 (+1.6)   | 自己ベスト                    |
| 2014       | 関東インカレ (1部)         | 熊谷市                 | 4x100mR    | 8位          | 41秒18 (4走)    |                               |
| 2014       | 日本インカレ               | 熊谷市                 | 100m       | 予選3組6着   | 10秒60 (+2.0)   |                               |
| 2015       | 織田記念国際               | 広島市                 | 100m       | 優勝         | 10秒37 (-0.2)   |                               |
| 2015       | 関東インカレ (1部)         | 横浜市                 | 100m       | 優勝         | 10秒33 (+1.0)   |                               |
| 2015       | 関東インカレ (1部)         | 横浜市                 | 4x100mR    | 予選途中棄権 | DNF (2走)       |                               |
| 2015       | 日本インカレ               | 大阪市                 | 100m       | 8位          | 10秒78 (+0.5)   |                               |
| 2015       | 日本インカレ               | 大阪市                 | 200m       | 予選4組6着   | 21秒66 (0.0)    |                               |
| 2015       | 日本インカレ               | 大阪市                 | 4x100mR    | 予選2組3着   | 39秒97 (2走)    |                               |
| 社会人時代 |                            |                        |            |              |                 |                               |
| 2016       | 織田記念国際               | 広島市                 | 100m       | 2位          | 10秒35 (-2.5)   |                               |
| 2016       | 東日本実業団選手権         | 熊谷市                 | 100m       | 準決勝棄権   | DNS             | 予選10秒10 (+0.7)：自己ベスト |
| 2016       | 東日本実業団選手権         | 熊谷市                 | 200m       | 決勝棄権     | DNS             | 予選20秒49 (+2.5)             |
| 2016       | リエージュ国際             | リエージュ             | 100m       | 2位          | 10秒30 (+0.4)   |                               |
| 2016       | ナイトオブアスレチックス   | ヒュースデン＝ゾルダー | 200m       | 優勝         | 20秒62 (+0.4)   | 自己ベスト                    |
| 2016       | 全日本実業団選手権         | 大阪市                 | 100m       | 2位          | 10秒15 (+0.5)   |                               |
| 2016       | 国民体育大会               | 北上市                 | 4x100mR    | 準決勝2組8着 | 56秒65 (4走)    |                               |
| 2017       | ダイヤモンドリーグ上海     | 上海                   | 100m       | 4位          | 10秒19 (+0.1)   |                               |
| 2017       | ゴールデングランプリ川崎   | 川崎市                 | 100m       | 2位          | 10秒31 (-1.2)   |                               |
| 2017       | 布勢スプリント             | 鳥取市                 | 100m       | 2位          | 10秒12 (+1.9)   |                               |
| 2018       | 織田記念国際               | 広島市                 | 100m       | 2位          | 10秒26 (+1.3)   |                               |
| 2018       | ゴールデングランプリ長居   | 長居                   | 100m       | 5位          | 10秒19 (-0.7)   |                               |
| 2018       | ゴールデングランプリ長居   | 長居                   | 4x100mR    | 優勝         | 37秒85          |                               |
| 2018       | 布勢スプリント             | 鳥取市                 | 100m       | 3位          | 10秒21 (-0.7)   |                               |
| 2018       | ダイヤモンドリーグロンドン | ロンドン               | 4x100mR    | 2位          | 38秒09          |                               |
| 2018       | カールスタードGP           | カールスタード         | 100m       | 優勝         | 10秒15 (+2.1)   |                               |
| 2019       | 出雲陸上競技大会           | 出雲市                 | 100m       | 予選3組3着   | 10秒53 (+1.5)   |                               |
| 2019       | ゴールデングランプリ長居   | 長居                   | 100m       | 9位          | 10秒30 (+1.7)   |                               |